# Бањица (Чачак)
Бањица је насеље у Србији у општини Чачак у Моравичком округу. Према попису из 2022. било је 243 становника.
Овде се налази Запис кестен код цркве (Бањица) и манастир Јежевица.

## Демографија
У насељу Бањица живи 342 пунолетна становника, а просечна старост становништва износи 47,4 година (47,0 код мушкараца и 47,9 код жена). У насељу има 160 домаћинстава, а просечан број чланова по домаћинству је 2,45.
Ово насеље је великим делом насељено Србима (према попису из 2002. године), а у последња три пописа, примећен је пад у броју становника.
|  |

| Демографија | Демографија | Демографија |
| Година      | Становника  | Становника  |
| ----------- | ----------- | ----------- |
| 1948.       | 1.046       |             |
| 1953.       | 1.025       |             |
| 1961.       | 888         |             |
| 1971.       | 658         |             |
| 1981.       | 562         |             |
| 1991.       | 489         | 489         |
| 2002.       | 400         | 400         |
| 2011.       | 314         |             |

| Етнички састав према попису из 2002.‍ | Етнички састав према попису из 2002.‍ | Етнички састав према попису из 2002.‍ | Етнички састав према попису из 2002.‍ | Етнички састав према попису из 2002.‍ |
| ------------------------------------ | ------------------------------------ | ------------------------------------ | ------------------------------------ | ------------------------------------ |
|                                      |                                      |                                      |                                      |                                      |
| Срби                                 | Срби                                 |                                      | 395                                  | 98,75%                               |
| Црногорци                            | Црногорци                            |                                      | 5                                    | 1,25%                                |
| непознато                            | непознато                            |                                      | 0                                    | 0,0%                                 |

| Година пописа     | 1948. | 1953. | 1961. | 1971. | 1981. | 1991. | 2002. |
| ----------------- | ----- | ----- | ----- | ----- | ----- | ----- | ----- |
| Број домаћинстава | 199   | 208   | 204   | 177   | 182   | 160   | 160   |

| Број чланова      | 1  | 2  | 3  | 4  | 5 | 6 | 7 | 8 | 9 | 10 и више | Просек |
| ----------------- | -- | -- | -- | -- | - | - | - | - | - | --------- | ------ |
| Број домаћинстава | 43 | 57 | 25 | 22 | 6 | 7 | 0 | 0 | 0 | 0         | 2,45   |

| Пол    | Укупно | Неожењен/Неудата | Ожењен/Удата | Удовац/Удовица | Разведен/Разведена | Непознато |
| ------ | ------ | ---------------- | ------------ | -------------- | ------------------ | --------- |
| Мушки  | 179    | 43               | 106          | 12             | 8                  | 10        |
| Женски | 178    | 16               | 106          | 42             | 2                  | 12        |
| УКУПНО | 357    | 59               | 212          | 54             | 10                 | 22        |

| Пол    | Укупно                    | Пољопривреда, лов и шумарство | Рибарство                            | Вађење руде и камена | Прерађивачка индустрија       |
| ------ | ------------------------- | ----------------------------- | ------------------------------------ | -------------------- | ----------------------------- |
| Мушки  | 87                        | 49                            | 0                                    | 0                    | 19                            |
| Женски | 52                        | 32                            | 0                                    | 0                    | 8                             |
| УКУПНО | 139                       | 81                            | 0                                    | 0                    | 27                            |
| Пол    | Производња и снабдевање   | Грађевинарство                | Трговина                             | Хотели и ресторани   | Саобраћај, складиштење и везе |
| Мушки  | 3                         | 2                             | 6                                    | 0                    | 2                             |
| Женски | 0                         | 0                             | 5                                    | 2                    | 1                             |
| УКУПНО | 3                         | 2                             | 11                                   | 2                    | 3                             |
| Пол    | Финансијско посредовање   | Некретнине                    | Државна управа и одбрана             | Образовање           | Здравствени и социјални рад   |
| Мушки  | 0                         | 2                             | 0                                    | 2                    | 0                             |
| Женски | 0                         | 0                             | 0                                    | 2                    | 2                             |
| УКУПНО | 0                         | 2                             | 0                                    | 4                    | 2                             |
| Пол    | Остале услужне активности | Приватна домаћинства          | Екстериторијалне организације и тела | Непознато            | Непознато                     |
| Мушки  | 1                         | 0                             | 0                                    | 1                    | 1                             |
| Женски | 0                         | 0                             | 0                                    | 0                    | 0                             |
| УКУПНО | 1                         | 0                             | 0                                    | 1                    | 1                             |